# Pachycondyla lenis
Pachycondyla lenis is een mierensoort uit de onderfamilie van de Ponerinae. De wetenschappelijke naam van de soort is voor het eerst geldig gepubliceerd in 1961 door Kempf.